# Baiti
Baiti – osada oraz dystrykt w północno-zachodniej części wyspy Nauru. Dystrykt zamieszkuje 443 mieszkańców (2002), a jego powierzchnia to 1,23 km².